# Aielo de Malferit
Aielo de Malferit (spanisch Ayelo de Malferit) ist eine Gemeinde mit 4.599 Einwohnern (Stand: 2024) in der spanischen Provinz Valencia. Sie befindet sich in der Comarca Vall d’Albaida. 

## Geografie
Aielo de Malferit liegt etwa 85 Kilometer südsüdwestlich von Valencia in einer Höhe von ca. 315 m am Rio Clariano. Am Ostrand der Ortschaft und der Gemeinde führt die Autovía A-7 entlang. 

## Demografie
| 1857 | 1900 | 1930 | 1950 | 1970 | 1981 | 1991 | 2001 | 2011 | 2021 |
| ---- | ---- | ---- | ---- | ---- | ---- | ---- | ---- | ---- | ---- |
| 2513 | 2883 | 2695 | 2823 | 3156 | 3549 | 3766 | 4085 | 4809 | 4592 |

## Sehenswürdigkeiten
- Peterskirche (Iglesia de San Pedro Apóstol) aus dem 18. Jahrhundert
- Joachimskapelle aus dem 18. Jahrhundert
- Palast, heutiges Rathaus
- Museum Nino Bravo

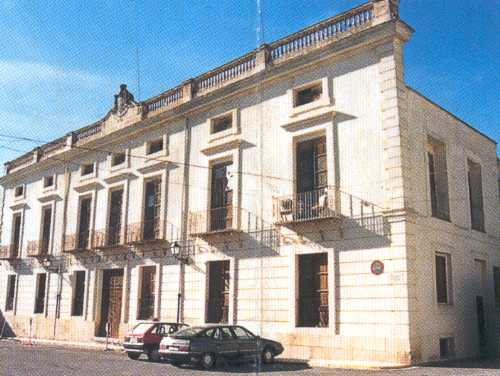
Rathaus (früherer Palast)
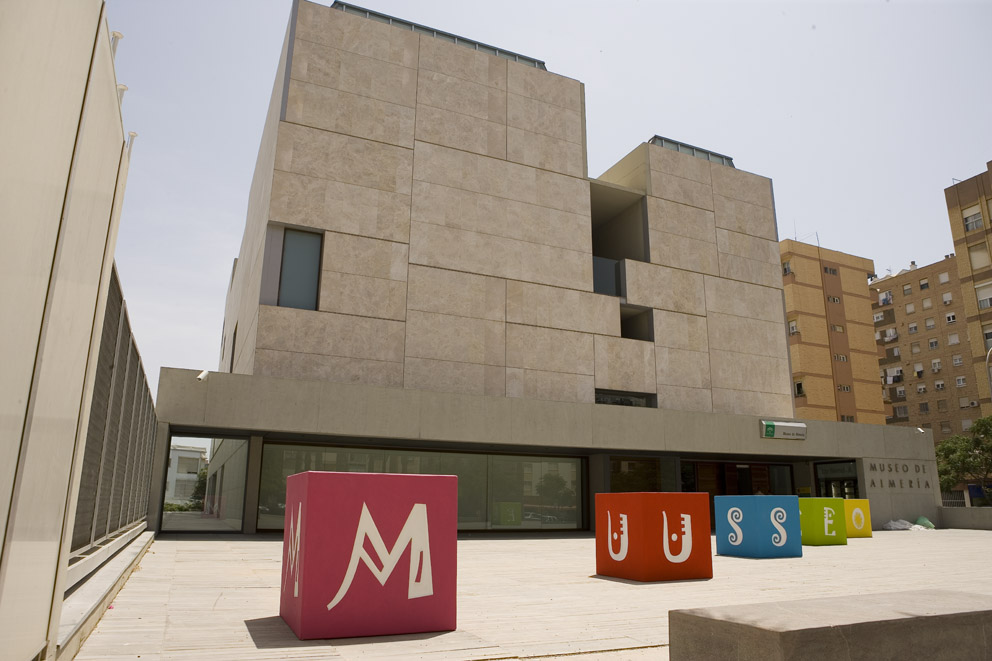
Museum Nino Bravo

## Persönlichkeiten
- Nino Bravo (eigentlich Luis Manuel Ferri Llopis, 1944–1973), Komponist, Musiker und Sänger
- Llorenç Barber (* 1948), Komponist und Musikwissenschaftler
- Rafael Barber Rodríguez (* 1980), Fußballspieler
- Ivana Andrés (* 1994), Fußballspielerin

## Gemeindepartnerschaft
Mit der französischen Gemeinde Vals-près-le-Puy im Département Haute-Loire (Region Auvergne-Rhône-Alpes) besteht seit 2000 eine Partnerschaft. 